# Нек Сити (Мисури)
Нек Сити (енгл. Neck City) град је у америчкој савезној држави Мисури.

## Демографија
По попису из 2010. године број становника је 186, што је 67 (56,3%) становника више него 2000. године.
| Група             | 2000.       | 2010.       |
| Белци             | 110 (92,4%) | 174 (93,5%) |
| Афроамериканци    | 0 (0,0%)    | 0 (0,0%)    |
| Азијати           | 0 (0,0%)    | 0 (0,0%)    |
| Хиспаноамериканци | 6 (5,0%)    | 3 (1,6%)    |
| Укупно            | 119         | 186         |